# Mistral (L9013)
«Містра́ль» (фр. Mistral (L9013)) — військовий корабель, універсальний десантний корабель-вертольотоносець класу «Містраль» ВМС Франції.

## Історія створення
«Містраль» був закладений 10 липня 2003 року. Спущений на воду 6 жовтня 2004 року, 18 грудня 2006 року увійшов до складу ВМС Франції. Під час побудови «Містраль» складався із трьох основних секцій. Це включало носову, центральну та кормову частини. Носову частину побудувала компанія Alstom Marine-Chantiers de l'Atlantique у Сен-Назері, а центральну й кормову частини побудувала компанія DCNS. Остаточне складання проходило на Брестському суднобудівному заводі. На етапі проєктування представники французької армії та флоту зробили свій внесок у створення «Містраля», який найкраще відповідав військовим цілям.[джерело?]

## Історія служби
У січні 2005 року «Містраль» розпочав ходові випробування і введений в експлуатацію в лютому 2006 року. Він вирушив з Тулона у свою першу далеку подорож у березні, пройшовши через Середземне море, Суецький канал і Червоне море до Джибуті та Індії, перш ніж повернутися до Франції. У липні для забезпечення безпеки європейських громадян у контексті ізраїльсько-ліванського конфлікту 2006 року Франція розпочала операцію «Баліст». «Містраль» був флагманом підрозділу флоту, що діяв поблизу берегів Лівану, і супроводжувався фрегатами «Жан Барт» і «Жан де В'єн», а також іншим десантним кораблем «Сіроко».[джерело?]
22 вересня 2008 року французькі військово-морські сили вирушили з Тулона на щоквартальні навчання «Жебіан». «Містраль» супроводжували фрегати «Кассард», «Жан Барт», «Монткалм», «Жан де В'єн», «Лафайєт» і «Жерміналь», авізо «Дюкюен», тральщик типу «Трипартайт» «Оріон», водолазні кораблі розмінування «Плуто» і «Ахерон», а також спеціальні десантні судна «Рапіра» та «Алебарда». Після цих навчань «Містраль» увійшов у сухий док для обслуговування та ремонту.[джерело?]
З 21 вересня по 3 жовтня 2009 року «Містраль» разом із тринадцятьма іншими французькими кораблями брав участь у навчаннях НАТО «Лоял Мідас» 2009 у Середземному морі, до яких залучався 31 корабель, включаючи італійський авіаносець «Джузеппе Гарібальді», три підводні човни, сорок п'ять літаків з восьми країн, а також 4000 солдатів.[джерело?]
16 травня 2008 року посол М'янми в Організації Об'єднаних Націй (ООН) звинуватив Францію в розгортанні «Містраля» до узбережжя М'янми з військовою метою. Посол Франції в ООН спростував це, заявивши, що натомість «Містраль» віз 1500 тонн гуманітарної допомоги.
У березні 2011 року «Містраль» відправлено в лівійські води, щоб допомогти спільним зусиллям НАТО репатріювати десятки тисяч єгипетських біженців, які тікали від насильства в Лівії.
У січні 2013 року в супроводі фрегата «Шевальє Поль» «Містраль» брав участь у злощасній операції з вилучення Деніса Аллекса, офіцера DGSE, якого взяли в заручники в Було-Марер.
22 травня 2022 року «Містраль», який діяв у Гвінейській затоці разом із фрегатом типу «Лафайєт» «Курбе», брав участь у конфіскації майже двох тонн наркотиків.